# Zapasy na Letnich Igrzyskach Olimpijskich 2000 – kategoria do 69 kg w stylu klasycznym
Zmagania mężczyzn do 69 kg to jedna z ośmiu męskich konkurencji w zapasach w stylu klasycznym rozgrywanych podczas Letnich Igrzysk Olimpijskich 2000. Pojedynki w tej kategorii wagowej odbyły się w dniach 25 – 27 września.

## Klasyfikacja[1]
| Pozycja | Nazwisko          | Kraj              |
| ------- | ----------------- | ----------------- |
| 1       | Filiberto Ascuy   | Kuba              |
| 2       | Katsuhiko Nagata  | Japonia           |
| 3       | Aleksiej Głuszkow | Rosja             |
| 4       | Valeri Nikitin    | Estonia           |
| 5       | Son Sang-pil      | Korea Południowa  |
| 6       | Isłam Duguczijew  | Azerbejdżan       |
| 7       | Ryszard Wolny     | Polska            |
| 8       | Rustam Adży       | Ukraina           |
| 9       | Ender Memet       | Rumunia           |
| 10      | Ruslan Biktyakov  | Uzbekistan        |
| 11      | Ghani Yalouz      | Francja           |
| 12      | Heath Sims        | Stany Zjednoczone |
| 13      | Adam Juretzko     | Niemcy            |
| 14      | Juha Lappalainen  | Finlandia         |
| 15      | Csaba Hirbik      | Węgry             |
| 16      | Parwiz Zejdwand   | Iran              |
| 17      | Uładzimir Kapytau | Białoruś          |
| 18      | Mattias Schoberg  | Szwecja           |
| 19      | Ali Abdo          | Australia         |

## Zasady[2]
- PP — Na punkty (Pokonany zdobył punkty)
- PO — Na punkty (Pokonany bez punktów)
- PA — Kontuzja
- ST — Przewaga (10 punktów różnicy, pokonany bez punktów)
- TO — Nokaut

## Wyniki[3]

### Rundy eliminacyjne

#### Grupa 1
| Zawodnik         | W | P | Punkty | Punkty techniczne |
| ---------------- | - | - | ------ | ----------------- |
| Son Sang-pil     | 2 | 0 | 7      | 16                |
| Adam Juretzko    | 1 | 1 | 3      | 2                 |
| Mattias Schoberg | 0 | 2 | 0      | 0                 |

|                  |                  | Punkty | Punkty techniczne |
| ---------------- | ---------------- | ------ | ----------------- |
| Son Sang-pil     | Adam Juretzko    | 4-0 ST | 12-0              |
| Mattias Schoberg | Son Sang-pil     | 0-3 PO | 0-4               |
| Adam Juretzko    | Mattias Schoberg | 3-0 PO | 2-0               |

#### Grupa 2
| Zawodnik        | W | P | Punkty | Punkty techniczne |
| --------------- | - | - | ------ | ----------------- |
| Filiberto Ascuy | 2 | 0 | 7      | 14                |
| Ender Memet     | 1 | 1 | 5      | 14                |
| Ali Abdo        | 0 | 2 | 0      | 0                 |

|                 |                 | Punkty | Punkty techniczne |
| --------------- | --------------- | ------ | ----------------- |
| Ender Memet     | Filiberto Ascuy | 1-3 PP | 3-4               |
| Ali Abdo        | Ender Memet     | 0-4 ST | 0-11              |
| Filiberto Ascuy | Ali Abdo        | 4-0 ST | 10-0              |

#### Grupa 3
| Zawodnik         | W | P | Punkty | Punkty techniczne |
| ---------------- | - | - | ------ | ----------------- |
| Isłam Duguczijew | 2 | 0 | 6      | 6                 |
| Juha Lappalainen | 1 | 1 | 3      | 2                 |
| Parwiz Zejdwand  | 0 | 2 | 1      | 1                 |

|                  |                  | Punkty | Punkty techniczne |
| ---------------- | ---------------- | ------ | ----------------- |
| Parwiz Zejdwand  | Isłam Duguczijew | 0-3 PO | 0-5               |
| Juha Lappalainen | Parwiz Zejdwand  | 3-1 PP | 2-1               |
| Isłam Duguczijew | Juha Lappalainen | 3-0 PO | 1-0               |

#### Grupa 4
| Zawodnik       | W | P | Punkty | Punkty techniczne |
| -------------- | - | - | ------ | ----------------- |
| Valeri Nikitin | 2 | 0 | 7      | 15                |
| Ghani Yalouz   | 1 | 1 | 3      | 13                |
| Csaba Hirbik   | 0 | 2 | 2      | 7                 |

|                |                | Punkty | Punkty techniczne |
| -------------- | -------------- | ------ | ----------------- |
| Ghani Yalouz   | Csaba Hirbik   | 3-1 PP | 5-4               |
| Valeri Nikitin | Ghani Yalouz   | 4-0 TO | 5:40              |
| Csaba Hirbik   | Valeri Nikitin | 1-3 PP | 3-4               |

#### Grupa 5
| Zawodnik         | W | P | Punkty | Punkty techniczne |
| ---------------- | - | - | ------ | ----------------- |
| Katsuhiko Nagata | 2 | 0 | 4      | 5                 |
| Ruslan Biktyakov | 1 | 1 | 4      | 4                 |
| Heath Sims       | 0 | 2 | 3      | 4                 |

|                  |                  | Punkty | Punkty techniczne |
| ---------------- | ---------------- | ------ | ----------------- |
| Ruslan Biktyakov | Heath Sims       | 3-0 PO | 3-0               |
| Katsuhiko Nagata | Ruslan Biktyakov | 3-1 PP | 3-1               |
| Heath Sims       | Katsuhiko Nagata | 3-1 PP | 4-2               |

#### Grupa 6
| Zawodnik          | W | P | Punkty | Punkty techniczne |
| ----------------- | - | - | ------ | ----------------- |
| Aleksiej Głuszkow | 3 | 0 | 10     | 24                |
| Ryszard Wolny     | 2 | 1 | 8      | 8                 |
| Rustam Adży       | 1 | 2 | 6      | 8                 |
| Uładzimir Kapytau | 0 | 3 | 0      | 0                 |

|                   |                   | Punkty | Punkty techniczne |
| ----------------- | ----------------- | ------ | ----------------- |
| Rustam Adży       | Uładzimir Kapytau | 4-0 TO | 0:46              |
| Ryszard Wolny     | Aleksiej Głuszkow | 1-3 PP | 1-8               |
| Rustam Adży       | Ryszard Wolny     | 1-3 PP | 1-7               |
| Uładzimir Kapytau | Aleksiej Głuszkow | 0-4 TO | 3:29              |
| Rustam Adży       | Aleksiej Głuszkow | 1-3 PP | 4-5               |
| Uładzimir Kapytau | Ryszard Wolny     | 0-4 PA | IN                |

### Runda finałowa
|  | Ćwierćfinały     | Ćwierćfinały     | Ćwierćfinały |  |  | Półfinały         | Półfinały         | Półfinały        |   |                 | Finał             | Finał             | Finał       |
|  |                  |                  |              |  |  |                   |                   |                  |   |                 |                   |                   |             |
|  | Son Sang-pil     | Son Sang-pil     | 2            |  |  |                   |                   |                  |   |                 |                   |                   |             |
|  | Filiberto Ascuy  | Filiberto Ascuy  | 9            |  |  | Filiberto Ascuy   | Filiberto Ascuy   | 6                |   |                 |                   |                   |             |
|  | Isłam Duguczijew | Isłam Duguczijew | 1            |  |  | Valeri Nikitin    | Valeri Nikitin    | 0                |   |                 |                   |                   |             |
|  | Valeri Nikitin   | Valeri Nikitin   | 4            |  |  |                   |                   |                  |   | Filiberto Ascuy | Filiberto Ascuy   | 11                |             |
|  |                  |                  |              |  |  |                   | Katsuhiko Nagata  | Katsuhiko Nagata | 0 |                 |                   |                   |             |
|  |                  |                  |              |  |  | Katsuhiko Nagata  | Katsuhiko Nagata  | 3                |   |                 |                   |                   |             |
|  |                  |                  |              |  |  | Aleksiej Głuszkow | Aleksiej Głuszkow | 1                |   |                 | o 3 miejsce       | o 3 miejsce       | o 3 miejsce |
|  |                  |                  |              |  |  |                   |                   |                  |   |                 |                   |                   |             |
|  |                  |                  |              |  |  |                   |                   |                  |   |                 | Valeri Nikitin    | Valeri Nikitin    | 0           |
|  |                  |                  |              |  |  |                   |                   |                  |   |                 | Aleksiej Głuszkow | Aleksiej Głuszkow | 5           |

|  |                  |    |
|  | o 5 miejsce      |    |
|  |                  |    |
|  |                  |    |
|  |                  |    |
|  | Son Sang-pil     | WO |
|  | Son Sang-pil     | WO |
|  | Isłam Duguczijew |    |
|  |                  |    |
|  |                  |    |